# Great Eversden
Great Eversden – wieś i civil parish w Anglii, w Cambridgeshire, w dystrykcie South Cambridgeshire. W 2011 civil parish liczyła 241 mieszkańców.